# Киров (Ростовская область)
Киров — хутор в Аксайском районе Ростовской области.
Входит в состав Мишкинского сельского поселения.

## География
Расположен в 20 км (по дорогам) северо-восточнее районного центра — города Аксай. Рядом с хутором проходит граница с Городским округом Новочеркасск.
На хуторе имеется одна улица: 50 лет Октября.

## История
В 1937 году 49 семей переселенцев из Курской области на одном из бугров вблизи хутора Мишкин образовывают колхоз «Новая жизнь». Живут они в палаточном лагере, а затем строят дома. В 1950-е годы происходит объединение колхозов и колхоз «Новая жизнь» входит в состав колхоза «им. М. Горького», а образовавший к этому времени хутор получает название Киров.
По состоянию на 1 января 2016 года численность населения на территории хутора Киров составляет 285 человек – 160 женщин и 125 мужчин. В паспорте поселения значится 29 учащихся и 24 ребенка дошкольного возраста. Расстояние от хутора Киров до административного центра поселения – станицы Мишкинской - составляет 5 километров. На территории хутора работает один фельдшерско-акушерский пункт, 1 дом культуры и 1 спортивный зал. Территория хутора не газифицирована.

## Население
| 1989 | 2002 | 2010 |
| ---- | ---- | ---- |
| 268  | ↗308 | ↘262 |

## Достопримечательности
В окрестностях хутора Киров расположено несколько археологических объектов с местной категорией охраны. Три курганных могильника и одно поселение признаны памятниками археологии согласно Решению Малого Совета областного совета № 301 от 18 ноября 1992 года.
- Курганный могильник «Киров-1» — памятник археологии, который расположен на 0,7 километров юго-западнее хутора Киров[4].
- Курганный могильник «Киров-2» — археологический памятник, располагается на 0,7 километров на запад-северо-запад от хутора Киров[5].
- Курганный могильник «Киров-3» — памятник археологии, который расположен на расстоянии 1,7 километров юго-западнее хутора Киров[6].
- Поселение «Киров-4» — памятник археологии, расположен на 0,7 километров на юг от хутора Киров[7].